# المريره العالي (العدين)

تعديل مصدري - تعديل

المريره العالي محلة تابعة لقرية الرجمه والمريرة، التابعة لعزلة جبل بحري بمديرية العدين إحدى مديريات محافظة إب في الجمهورية اليمنية.، بلغ تعداد سكانها 112 حسب تعداد اليمن لعام 2004.